# Sture Allén
Sture Allén (n. Gotemburgo, 31 de dezembro de 1928 – 20 de junho de 2022) foi um linguista e professor universitário sueco, especialista de processamento eletrónico de dados linguísticos na Universidade de Gotemburgo. Publicou o Nusvensk frekvensordbok (1970-1980; "Dicionário de frequências do sueco contemporâneo").

## Academia Sueca
Allén ocupou a cadeira 3 da Academia Sueca, para a qual foi eleito em 1980, e da qual foi secretário permanente no período de 1986-1999.

## Publicações
- Grafematisk analys som grundval för textedering : med särskild hänsyn till Johan Ekeblads brev till brodern Claes Ekeblad 1639–1655 (1965)
- Tiotusen i topp : ordfrekvenser i tidningstext (1972)
- Carl Ivar Ståhle : inträdestal i Svenska akademien (1980)
- Svenska Akademien och Svenska Språket : tre Studier (1986)
- Orden speglar samhället (1989); co-autores: Martin Gellerstam & Sven-Göran Malmgren
- Som ett lejon med kluven svans (1993)
- Modersmålet i fäderneslandet : ett urval uppsatser under fyrtio år (1999)
- Nobelpriset i litteratur : en introduktion (2001); co-autores: Kjell Espmark
- Johan Ekeblad : vår man i 1600-talet (2006)
- Svensk ordlista (2008)
- Stadgar för Svenska Akademien (2012)
- Nobelpriset i litteratur : En introduktion (2014)

## Morte
Allén morreu em 20 de junho de 2022, aos 93 anos de idade.